# Аллан, Томсон
То́мсон Сэ́ндлэндс А́ллан (англ. Thomson Sandlands Allan; род. 5 октября 1946, Лонгридж, Шотландия) — шотландский футболист, вратарь. Участник чемпионата мира 1974 года.

## Карьера

### Клубная
| Статистика выступлений за «Харт оф Мидлотиан» | Статистика выступлений за «Харт оф Мидлотиан» | Статистика выступлений за «Харт оф Мидлотиан» | Статистика выступлений за «Харт оф Мидлотиан» | Статистика выступлений за «Харт оф Мидлотиан» | Статистика выступлений за «Харт оф Мидлотиан» | Статистика выступлений за «Харт оф Мидлотиан» | Статистика выступлений за «Харт оф Мидлотиан» | Статистика выступлений за «Харт оф Мидлотиан» | Статистика выступлений за «Харт оф Мидлотиан» |
| Клуб                                          | Сезон                                         | Чемпионат Шотландии                           | Чемпионат Шотландии                           | Кубок шотландской лиги                        | Кубок шотландской лиги                        | Товарищеские матчи                            | Товарищеские матчи                            | Итого                                         | Итого                                         |
| Клуб                                          | Сезон                                         | Игры                                          | Голы                                          | Игры                                          | Голы                                          | Игры                                          | Голы                                          | Игры                                          | Голы                                          |
| --------------------------------------------- | --------------------------------------------- | --------------------------------------------- | --------------------------------------------- | --------------------------------------------- | --------------------------------------------- | --------------------------------------------- | --------------------------------------------- | --------------------------------------------- | --------------------------------------------- |
| Харт оф Мидлотиан                             | 1978/79                                       | 16                                            | -32                                           | 0                                             | 0                                             | 0                                             | 0                                             | 16                                            | -32                                           |
| Харт оф Мидлотиан                             | 1979/80                                       | 8                                             | -14                                           | 2                                             | -3                                            | 5                                             | -9                                            | 15                                            | -26                                           |
| Харт оф Мидлотиан                             | Итого                                         | 24                                            | -46                                           | 2                                             | -3                                            | 5                                             | -9                                            | 31                                            | -58                                           |

### В сборной
В сборной Шотландии Томсон Аллан дебютировал 27 марта 1972 года в товарищеском матче со сборной ФРГ, завершившимся со счётом 1:2. В составе сборной Аллан принял участие в чемпионате мира 1974 года, на котором не сыграл ни одного матча шотландской сборной. Своё второе и последнее выступление за сборную Аллан провёл в товарищеском матче со сборной Норвегии 6 июня 1974 года, тот матч завершился победой шотландцев со счётом 2:1.
| Матчи и пропущенные голы Томсона Аллана за сборную Шотландии | Матчи и пропущенные голы Томсона Аллана за сборную Шотландии | Матчи и пропущенные голы Томсона Аллана за сборную Шотландии | Матчи и пропущенные голы Томсона Аллана за сборную Шотландии | Матчи и пропущенные голы Томсона Аллана за сборную Шотландии | Матчи и пропущенные голы Томсона Аллана за сборную Шотландии |
| ------------------------------------------------------------ | ------------------------------------------------------------ | ------------------------------------------------------------ | ------------------------------------------------------------ | ------------------------------------------------------------ | ------------------------------------------------------------ |
| №                                                            | Дата                                                         | Соперник                                                     | Счёт                                                         | Голы                                                         | Турнир                                                       |
| 1                                                            | 27 марта 1974                                                | ФРГ                                                          | 1:2                                                          | 2                                                            | Товарищеский матч                                            |
| 2                                                            | 6 июня 1974                                                  | Норвегия                                                     | 2:1                                                          | 1                                                            | Товарищеский матч                                            |

Итого: 2 матча / 3 пропущенных гола; 1 победа, 1 поражение.

## Достижения

### Командные
«Хиберниан»
- Бронзовый призёр чемпионата Шотландии (2): 1968, 1970
- Финалист Кубка шотландской лиги: 1969

«Данди»
- Обладатель Кубка шотландской лиги: 1974